# Geotrygon chrysia
Geotrygon chrysia е вид птица от семейство Гълъбови (Columbidae).

## Разпространение
Видът е разпространен в Бахамските острови, Доминиканската република, Куба, Пуерто Рико, САЩ, Търкс и Кайкос и Хаити.